# Amphisphaeria
Amphisphaeria is een geslacht van schimmels behorend tot de familie Amphisphaeriaceae. De typesoort is Amphisphaeria umbrina.

## Soorten
Volgens Index Fungorum telt het geslacht 101 soorten (peildatum januari 2023):
| Soortnaam                                | Auteur(s)                                                             | Publicatiejaar |
| ---------------------------------------- | --------------------------------------------------------------------- | -------------- |
| Amphisphaeria acericola                  | Senan., Camporesi & K.D. Hyde                                         | 2019           |
| Amphisphaeria adeana                     | Petr.                                                                 | 1928           |
| Amphisphaeria aeruginosa                 | Fairm.                                                                | 1906           |
| Amphisphaeria agerati                    | Gonz. Frag. & Cif.                                                    | 1928           |
| Amphisphaeria agnocystis                 | (Berk. & Broome) Sacc.                                                | 1882           |
| Amphisphaeria ambiens                    | (Niessl) Rehm                                                         | 1906           |
| Amphisphaeria annonae                    | Tilak & R. Rao                                                        | 1966           |
| Amphisphaeria apiosporoides              | Rehm                                                                  | 1900           |
| Amphisphaeria arengae                    | Rehm                                                                  | 1916           |
| Amphisphaeria argentinensis              | Nag Raj                                                               | 1977           |
| Amphisphaeria arizonica                  | M.E. Barr                                                             | 1994           |
| Amphisphaeria asteracanthae              | Tilak & S.B. Kale                                                     | 1969           |
| Amphisphaeria aterrima                   | Pat.                                                                  | 1903           |
| Amphisphaeria bambusina                  | Syd. & P. Syd.                                                        | 1913           |
| Amphisphaeria belladonnae                | Naumov                                                                | 1951           |
| Amphisphaeria bertiana                   | Fairm.                                                                | 1906           |
| Amphisphaeria bon-korninei               | A.L. Guyot                                                            | 1958           |
| Amphisphaeria brachyspora                | Kirschst.                                                             | 1911           |
| Amphisphaeria bufonia (Eikenballonnetje) | (Berk. & Broome) Ces. & De Not.                                       | 1863           |
| Amphisphaeria camelliae                  | Samarak., Jian K. Liu & K.D. Hyde                                     | 2020           |
| Amphisphaeria carissae                   | Tilak                                                                 | 1966           |
| Amphisphaeria chambii                    | A.L. Guyot                                                            | 1958           |
| Amphisphaeria citri                      | Henn.                                                                 | 1908           |
| Amphisphaeria clerodendri                | Rehm                                                                  | 1914           |
| Amphisphaeria coicis                     | Luc                                                                   | 1953           |
| Amphisphaeria corticola                  | Pat.                                                                  | 1889           |
| Amphisphaeria culmicola                  | Sacc.                                                                 | 1873           |
| Amphisphaeria curvaticonidia             | Samarak., Promp. & K.D. Hyde                                          | 2020           |
| Amphisphaeria depressa                   | Petr.                                                                 | 1953           |
| Amphisphaeria discoidea                  | Pat.                                                                  | 1928           |
| Amphisphaeria doidgeae                   | Marinc., M.J. Wingf. & Crous                                          | 2008           |
| Amphisphaeria durantae                   | Tilak & S.B. Kale                                                     | 1965           |
| Amphisphaeria ephemera                   | Rehm                                                                  | 1906           |
| Amphisphaeria fagi                       | Gucevi?                                                               | 1955           |
| Amphisphaeria fagicola                   | Gucevi?                                                               | 1959           |
| Amphisphaeria fallax                     | De Not.                                                               | 1865           |
| Amphisphaeria flava                      | Samarak. & K.D. Hyde                                                  | 2019           |
| Amphisphaeria franconica                 | Ade                                                                   | 1923           |
| Amphisphaeria fuckelii                   | (G.H. Otth) Samarak., Maharachch. & K.D. Hyde                         | 2020           |
| Amphisphaeria fungorum                   | Licent                                                                | 1920           |
| Amphisphaeria furcraeae                  | Henn.                                                                 | 1908           |
| Amphisphaeria gaubae                     | (Petr.) You Z. Wang, Aptroot & K.D. Hyde                              | 2004           |
| Amphisphaeria glycosmidis                | Tilak & Srinivas.                                                     | 1971           |
| Amphisphaeria goloskokovii               | Kravtzev                                                              | 1961           |
| Amphisphaeria granulosa                  | Ellis & Everh.                                                        | 1904           |
| Amphisphaeria gymnosporiae               | R. Rao                                                                | 1966           |
| Amphisphaeria haloxyli                   | Kravtzev                                                              | 1955           |
| Amphisphaeria hiugensis                  | I. Hino & Katum.                                                      | 1956           |
| Amphisphaeria intermedia                 | Sacc.                                                                 | 1914           |
| Amphisphaeria irregularis                | Rehm                                                                  | 1904           |
| Amphisphaeria juglandicola               | Feltgen                                                               | 1903           |
| Amphisphaeria khandalensis               | Rehm                                                                  | 1911           |
| Amphisphaeria lantanae                   | K. Ramakr.                                                            | 1955           |
| Amphisphaeria lepidolophae               | Byzova                                                                | 1981           |
| Amphisphaeria leucaenae                  | Rehm                                                                  | 1913           |
| Amphisphaeria lignicola                  | (Höhn.) Sacc. & Trotter                                               | 1913           |
| Amphisphaeria lusitanica                 | (Niessl) You Z. Wang, Aptroot & K.D. Hyde                             | 2004           |
| Amphisphaeria mangrovei                  | Devadatha & V.V. Sarma                                                | 2019           |
| Amphisphaeria medicaginis                | Gucevi?                                                               | 1959           |
| Amphisphaeria melanommoides              | (Speg.) Sacc.                                                         | 1882           |
| Amphisphaeria micheliae                  | Samarak., Jian K. Liu & K.D. Hyde                                     | 2020           |
| Amphisphaeria microspora                 | Kirschst.                                                             | 1939           |
| Amphisphaeria minutula                   | I. Hino & Katum.                                                      | 1954           |
| Amphisphaeria multipunctata              | (Fuckel) Petr.                                                        | 1923           |
| Amphisphaeria naumovii                   | Gucevi?                                                               | 1955           |
| Amphisphaeria neoaquatica                | Samarak., Maharachch. & K.D. Hyde                                     | 2020           |
| Amphisphaeria notabilis                  | Rehm                                                                  | 1914           |
| Amphisphaeria nucidoma                   | Fairm.                                                                | 1921           |
| Amphisphaeria paedida                    | (Berk. & Broome) Sacc.                                                | 1882           |
| Amphisphaeria pakistanae                 | E. Müll. & S. Ahmad                                                   | 1957           |
| Amphisphaeria palawanensis               | Syd. & P. Syd.                                                        | 1914           |
| Amphisphaeria palmicola                  | (I. Hino & Katum.) I. Hino & Katum.                                   | 1966           |
| Amphisphaeria parva                      | Vouaux                                                                | 1909           |
| Amphisphaeria parvispora                 | Samarak. & K.D. Hyde                                                  | 2022           |
| Amphisphaeria pelorospora                | Dearn.                                                                | 1926           |
| Amphisphaeria polymorphoides             | Teng & S.H. Ou                                                        | 1936           |
| Amphisphaeria pomacearum                 | Marcich                                                               | 1963           |
| Amphisphaeria pseudodothidea             | Rehm                                                                  | 1901           |
| Amphisphaeria pseudostromatica           | Rick                                                                  | 1905           |
| Amphisphaeria pyrina                     | Frolov                                                                | 1967           |
| Amphisphaeria qujingensis                | (Dissan., J.C. Kang & K.D. Hyde) Samarak., Maharachch. & K.D. Hyde    | 2020           |
| Amphisphaeria rhizophila                 | Kirschst.                                                             | 1939           |
| Amphisphaeria rhoina                     | Tassi                                                                 | 1900           |
| Amphisphaeria rochai                     | Theiss.                                                               | 1914           |
| Amphisphaeria sambuci                    | (Jaklitsch & Voglmayr) Samarak., Maharachch. & K.D. Hyde              | 2020           |
| Amphisphaeria schulzeri                  | Sacc. & Traverso                                                      | 1910           |
| Amphisphaeria seriata                    | M.E. Barr & A.W. Ramaley                                              | 1996           |
| Amphisphaeria sorbi                      | Senan. & K.D. Hyde                                                    | 2015           |
| Amphisphaeria symphoricarpi              | Săvul. & Sandu                                                        | 1933           |
| Amphisphaeria tecomae                    | Rehm                                                                  | 1901           |
| Amphisphaeria thailandica                | Samarak. & K.D. Hyde                                                  | 2019           |
| Amphisphaeria thujae                     | Feltgen                                                               | 1903           |
| Amphisphaeria ulmicola                   | Sacc. & Traverso                                                      | 1910           |
| Amphisphaeria umbrina (Iepenballonnetje) | (Fr.) De Not.                                                         | 1863           |
| Amphisphaeria uniseptata                 | (C.K.M. Tsui, K.D. Hyde & Hodgkiss) Samarak., Maharachch. & K.D. Hyde | 2020           |
| Amphisphaeria ventosaria                 | (Linds.) Sacc.                                                        | 1882           |
| Amphisphaeria vestigialis                | Fairm.                                                                | 1910           |
| Amphisphaeria viae-malae                 | Rehm                                                                  | 1904           |
| Amphisphaeria vibratilis                 | (Fuckel) E. Müll.                                                     | 1962           |
| Amphisphaeria weygandiorum               | Maire                                                                 | 1937           |
| Amphisphaeria yunnanensis                | Dissan., J.C. Kang & K.D. Hyde                                        | 2020           |